# ابن زیله
ابومنصور حسین بن محمد بن عمر بن زَیله اصفهانی (؟ اصفهان_۴۴۰ق) ریاضی‌دان، موسیقی‌شناس و فیلسوف ایرانی است.
ابومنصور بن زیله یکی از برجسته‌ترین شاگردان ابن سینا بوده‌است. هانری جورج فارمر او را در محل تولد قطعاً ایرانی می‌داند. او دارنده رساله‌ای بلند و با ارزش در موسیقی به نام کتاب الکافی فی الموسیقی است. زرتشتی بودن او که به همین خاطر او را مجوسی‌اش گفته‌اند مورد تردید است؛ بیهقی می‌نویسد زرتشتی بودن او برای من محقق نشده.

## آثار
آثار او بر این پایه‌اند:
- الاختصار من طبیعیات الشفا (خلاصه‌ای از شفای ابوعلی)
- تعالیق (منسوب به ابن سینا)
- شرح رساله حی بن یقظان
- فی النفس (دربارهٔ شنوایی)
- الکافی فی الموسیقی (مهمترین اثر در موسیقی)

### موسیقی
ابن زیله در موسیقی از استاد خود ابن سینا پیروی کرده هرچند در مواردی به نگاشته‌های ابن سینا در مورد هنر عملی افزوده است. او و ابن سینا در مورد روش‌ها و تئوری‌های موسیقی که مرتبط با هنر عملی بوده‌است مطالبی نگاشته‌اند که پس از آن‌ها تا حدود دو سده (تا زمان صفی‌الدین ارموی) اسناد مربوط به تئوری موسیقی کمتر مشاهده می‌شود.
ابن زیله به همراه ابن سینا ایده نمادسازی و ثبت موسیقی که از یونان قدیم برگرفته شده را یادآوری و استفاده نمودند تا در زمان صفی‌الدین ارموی راهی برای ثبت ملودی پیدا گردید. همچنین ابن زیله در اثار خود از سیستم‌های موسیقی ایران قدیم مانند دستانات خراسان و اصفهان یاد کرده‌است.